# Användarnamn
Ett användarnamn, (ibland login-namn eller bara login) är i datorsammanhang det namn som ger en person eller en grupp av personer en användaridentitet för en dator i något sammanhang. Ofta måste även ett lösenord anges för att säkerställa identiteten. Vanligen är användarnamnet knutet till ett användarkonto. Användarnamn och lösenord utgör tillsammans en användares inloggningsuppgifter.
Användarnamnet fungerar i vissa fall även som en pseudonym, till exempel på en nätgemenskap.